# Mauro Gambetti

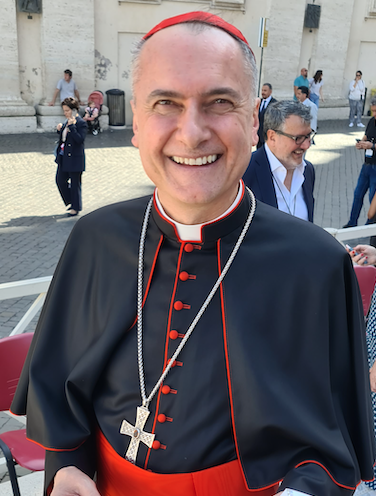
Kardinal Mauro Gambetti, 2023

Kardinalswappen

Mauro Maria Kardinal Gambetti OFMConv (* 27. Oktober 1965 in Castel San Pietro Terme) ist ein italienischer römisch-katholischer Ordensgeistlicher und Generalvikar des Papstes für die Vatikanstadt, Erzpriester des Petersdoms sowie Präsident der Dombauhütte von St. Peter.

## Leben
Mauro Gambetti wuchs in Imola auf, wo er das Realgymnasium (Liceo Scientifico) besuchte. Auf dieser Schule besuchte er dieselbe Klasse wie der spätere Formel-1-Teamchef der Scuderia Ferrari, Stefano Domenicali. Gambetti studierte zunächst Maschinenbau an der Universität Bologna, bevor er am 19. September 1992 der Ordensgemeinschaft der Minoriten beitrat. Er legte am 29. August 1995 die zeitliche und am 20. September 1998 die ewige Profess ab. Anschließend studierte er Katholische Theologie am Theologischen Institut in Assisi und erwarb an der Theologischen Fakultät von Mittelitalien in Florenz ein Lizenziat im Fach Theologische Anthropologie. Gambetti empfing am 8. Januar 2000 in Longiano das Sakrament der Priesterweihe.
Nach der Priesterweihe war Mauro Gambetti zunächst als Verantwortlicher für die Jugendpastoral und die Berufungspastoral in der Region Emilia-Romagna tätig, bevor er 2005 Guardian des Konvents Santissimo Crocifisso in Longiano wurde. Von 2009 bis 2013 war er Provinzialminister der Ordensprovinz Sant’Antonio di Padova der Minoriten mit Sitz in Bologna. Seit 22. Februar 2013 war Mauro Gambetti Generalkustos des Sacro Convento in Assisi sowie Bischofsvikar für die Basilika San Francesco in Assisi und die anderen durch die Minoriten betreuten heiligen Stätten im Bistum Assisi-Nocera Umbra-Gualdo Tadino. Im September 2017 wurde Gambetti zudem Präsident der Intermediterranen Föderation der Minoriten-Provinzialminister.
Am 25. Oktober 2020 gab Papst Franziskus bekannt, ihn im Konsistorium vom 28. November 2020 in das Kardinalskollegium aufnehmen zu wollen, und ernannte ihn am 30. Oktober desselben Jahres zum Titularerzbischof von Thisiduo. Mauro Gambetti trat am darauffolgenden Tag aufgrund der Unvereinbarkeit der Ämter als Generalkustos des Sacro Convento zurück. Der Päpstliche Legat für die Basiliken San Francesco und Santa Maria degli Angeli in Assisi, Agostino Kardinal Vallini, spendete ihm am 22. November 2020 in der Basilika San Francesco die Bischofsweihe; Mitkonsekratoren waren der Bischof von Assisi-Nocera Umbra-Gualdo Tadino, Erzbischof Domenico Sorrentino, und der Bischof von Imola, Giovanni Mosciatti. Im Konsistorium vom 28. November 2020 nahm ihn Papst Franziskus als Kardinaldiakon mit der Titeldiakonie Santissimo Nome di Maria al Foro Traiano in das Kardinalskollegium auf, womit Gambetti sein Titularbistum wieder abgab. Die kanonische Besitzergreifung seiner Titeldiakonie fand am 29. Mai des folgenden Jahres statt. Am 16. Dezember 2020 berief ihn Papst Franziskus zudem zum Mitglied der Kongregation für die Institute geweihten Lebens und für die Gesellschaften apostolischen Lebens.
Papst Franziskus ernannte ihn am 20. Februar 2021 zum Generalvikar für die Vatikanstadt, zum Erzpriester des Petersdoms und Präsidenten der Dombauhütte von St. Peter. Am 4. November 2021 ernannte er ihn zum Mitglied der Päpstlichen Kommission für den Staat der Vatikanstadt und am 2. Dezember 2021 zum Mitglied des Dikasteriums für die Kommunikation.

## Ehrungen und Auszeichnungen
- 27. Dezember 2019:  Ritter des Verdienstordens der Italienischen Republik[8]